# خوسيه كاريرا غارسيا
خوسيه كاريرا غارسيا (بالإسبانية: José Carrera García) هو لاعب كرة قدم مكسيكي في مركز الوسط، ولد في 25 يوليو 1995 في ولاية بويبلا في المكسيك. لعب مع نادي لاس فيغاس لايتس.